# Everett (Washington)
Die Stadt Everett ist der Verwaltungssitz des Snohomish County im US-amerikanischen Bundesstaat Washington. Everett hat nach der Volkszählung des United States Census Bureau 110.629 Einwohner (Stand: 2020) auf einer Fläche von 123,4 km². Die Stadt wurde 1891 auf Initiative des Holzhändlers Henry Hewitt gegründet und hatte im Jahr darauf bereits über 5000 Einwohner. Der anfängliche Boom wurde angefacht durch die Entdeckung anscheinend gewaltiger Vorkommen von Gold und Silber in Monte Cristo in den benachbarten Bergen und durch Gerüchte, wonach John D. Rockefeller, der reichste Mann der Staaten, an beiden Orten in großem Stil investieren würde.
1994 wurde auf dem Gebiet der Stadt die Naval Station Everett, eine Basis der United States Navy, eröffnet.
Die Stadt stellt eine principal city der Metropolregion Seattle dar.

## Einwohnerentwicklung
| Jahr | Einwohner |
| ---- | --------- |
| 1980 | 54.413    |
| 1990 | 70.937    |
| 2000 | 94.580    |
| 2010 | 103.019   |
| 2020 | 110.629   |

## Söhne und Töchter der Stadt
- Wildcat Wilson (1901–1963), American-Football-Spieler
- Alfred Westland (1904–1982), Politiker
- Nancy Coleman (1912–2000), Schauspielerin
- Henry M. Jackson (1912–1983), Kongressabgeordneter und Senator für den US-Bundesstaat Washington
- Peg Phillips (1918–2002), Schauspielerin
- Alden Lee Mason (1919–2013), Maler
- Edwin Hewitt (1920–1999), Mathematiker
- Gordon Giovanelli (1925–2022), Ruderer
- Wesley Conrad Wehr (1929–2004), Maler, Komponist, Schriftsteller und Paläobotaniker
- John F. Eisenberg (1935–2003), Mammaloge
- Kent Weeks (* 1941), Ägyptologe
- Carole Nelson Douglas (1944–2021), Autorin
- Dennis Erickson (* 1947), American-Football-Trainer
- Kenny Loggins (* 1948), Sänger, Gitarrist und Songwriter
- Carol Kaye (* 1953), Bassistin, Gitarristin
- Michael Shamus Wiles (* 1955), Schauspieler
- Daniel E. Freeman (* 1959), Musikhistoriker und -wissenschaftler
- Chris Chandler (* 1965), American-Football-Spieler
- Chris Miller (* 1975), Regisseur und Drehbuchautor
- Perfume Genius (* 1981), Musiker
- Colby Granstrom (* 1990), Skirennläufer
- Cory Kennedy (* 1990), Skateboarder
- Bianca Rowland (* 1990), Volleyballspielerin

## Sport
- Everett AquaSox: Minor League Baseball (Northwest League)
- Everett Silvertips: Major Junior Hockey (Western Hockey League)
- Everett Hawks: Minor League Football (National Indoor Football League)

## Wirtschaft
- Boeing-Werk Everett (mit der größten Montagehalle der Welt)
- Fortive Corporation
- Flughafen Paine Field

## Trivia
- Der erste flugfähige Prototyp des Verkehrsflugzeugs Boeing 747 wurde City of Everett getauft.